# Sint-Josephkerk (Utrecht)
De Josephkerk is een voormalige Rooms-Katholieke parochiekerk gelegen aan de Draaiweg in Utrecht. De kerk staat ook wel bekend als de Draaiwegkerk. Deze neogotische kerk is ontworpen door Gerardus Adrianus Ebbers en gebouwd in 1901. In juni 2021 werd bekendgemaakt dat het kerkgebouw is verkocht en aan de eredienst wordt onttrokken per 1 juli 2021.

## Ontstaansgeschiedenis
Het gebied rond de Josephkerk viel oorspronkelijk onder de parochie van de kerk van Onze-Lieve-Vrouw Tenhemelopneming aan de Biltstraat. Omdat deze kerk te klein dreigde te worden was er behoefte aan een extra kerkgebouw aan de Draaiweg. In die tijd waren er daar naast wat boerderijen slechts wat arbeiderswoningen: het was aan de rand van de stad.
In 1896 werd een stuk grond aangekocht, in 1900 werd de bouw aanbesteed en in 1901 was de bouw voltooid. De kerk doet sterk denken aan het werk van Ebbers' leermeester Alfred Tepe.
In 1913 werd er een nieuw altaar geplaatst. Niet veel later werd er een nieuwe marmeren vloer gelegd. De kerk doorstond de Tweede Wereldoorlog zonder noemenswaardige beschadigingen.
Vanaf de jaren zeventig raakte de kerk beschadigd. Er werd geboord in de grond in de omgeving van de kerk. De fundering dreigde te scheuren en kolommen zakten langzaam. Herstellen kon, maar kostte veel geld en de optie om te slopen werd reëel.
Eind jaren tachtig werd de kerk op de gemeentelijke monumentenlijst gezet. Na de verkoop van de pastorie was er genoeg geld om de restauratie te financieren. Deze was in 1997 voltooid. Naast de bouwkundige restauratie werd het interieur ook aangepakt, en uitgevoerd in aarde-rood en helder wit.
In maart 2016 was de laatste zondagse eucharistieviering in het kerkgebouw.

## Interieur

### Het altaar
Het hoofdaltaar stamt uit 1913 komt uit het atelier van Friedrich Wilhelm Mengelberg.

### De lambrisering
De lambrisering, de koorbanken en de zijaltaren zijn in 1951 bij het vijftigjarig jubileum van de kerk in het priesterkoor aangebracht. Deze zijn van de hand van Steph Uiterwaal.

### Glas in lood
De glas-in-loodramen stammen uit de eerste decennia. Deze zijn van de hand van Otto Mengelberg en zijn zoon Willem, die ook het hoogaltaar geleverd heeft.

## Een nieuwe parochie
In 2010 fuseerde de Josephkerk met vijf andere kerken in Utrecht tot de Ludgerusparochie, die op zijn beurt eind 2019 opging in de nieuwe St-Martinusparochie.